# 후지이 카제
후지이 카제(藤井風, 1997년 6월 14일 ~ )는 유니버설 시그마와 계약한 일본의 싱어송라이터이자 음악가이다. 일본 오카야마현 사토쇼정에서 자랐으며 12세부터 유튜브에 커버 영상을 올리기 시작했다. 2020년에 자신의 첫 스튜디오 음반 Help Ever Hurt Never를 발매했으며 빌보드 재팬 핫 앨범 차트에서 1위, 오리콘 앨범 차트에서 2위를 달성했다. 두 번 째 음반 Love All Server All은 2022년 발매되었으며 일본 빌보드 차트와 오리콘 앨범 차트에서 1위를 찍었고 그 뒤 일본레코드협회로부터 2022년 3월 플래티넘 인증을 받았다. 이는 2021년 1월 데뷔작의 골드 인증을 앞서는 것이다. 후지이는 73개국에서 스포티파이 데일리 바이럴 차트 지역에서 노래를 데뷔시킨 사상 최초의 아시아인이 되었다.